# Лату
Лату́ (фр. Latoue, окс. Era Toa) — коммуна во Франции, находится в регионе Юг — Пиренеи. Департамент — Верхняя Гаронна. Входит в состав кантона Ориньяк. Округ коммуны — Сен-Годенс.
Код INSEE коммуны — 31278.

## География
Коммуна расположена приблизительно в 650 км к югу от Парижа, в 75 км к юго-западу от Тулузы.
По территории коммуны протекает небольшая река Ну.

## Климат
Климат умеренно-океанический. Зима мягкая и снежная, весна характеризуется сильными дождями и грозами, лето сухое и жаркое, осень солнечная. Преобладают сильные юго-восточные и северо-западные ветры.

## Население
Население коммуны на 2010 год составляло 323 человека.
| 1962 | 1968 | 1975 | 1982 | 1990 | 1999 | 2010 |
| ---- | ---- | ---- | ---- | ---- | ---- | ---- |
| 446  | 379  | 327  | 323  | 294  | 285  | 323  |

## Экономика
В 2010 году среди 213 человек трудоспособного возраста (15—64 лет) 148 были экономически активными, 65 — неактивными (показатель активности — 69,5 %, в 1999 году было 76,6 %). Из 148 активных жителей работали 141 человек (79 мужчин и 62 женщины), безработных было 7 (2 мужчин и 5 женщин). Среди 65 неактивных 18 человек были учениками или студентами, 32 — пенсионерами, 15 были неактивными по другим причинам.

## Достопримечательности
- Замок Лату[фр.] (XI век). Исторический памятник с 1979 года[4]
- Общественная прачечная и поилка (1880 год). Исторический памятник с 1988 года[5]
- Церковь Сен-Сернен

## Фотогалерея

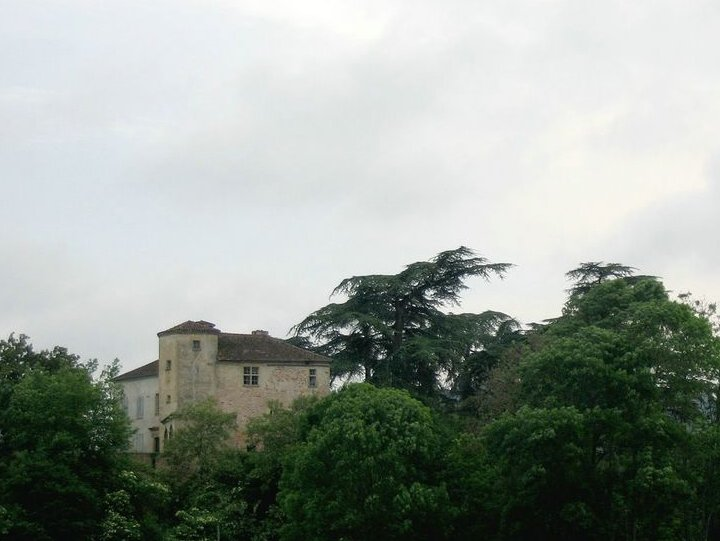
Замок Лату
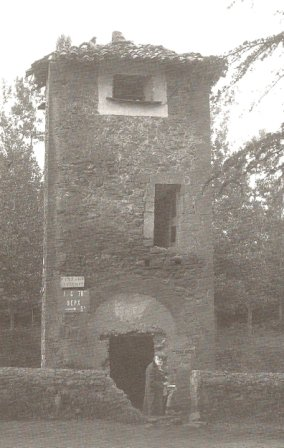
Башня (1931 год)
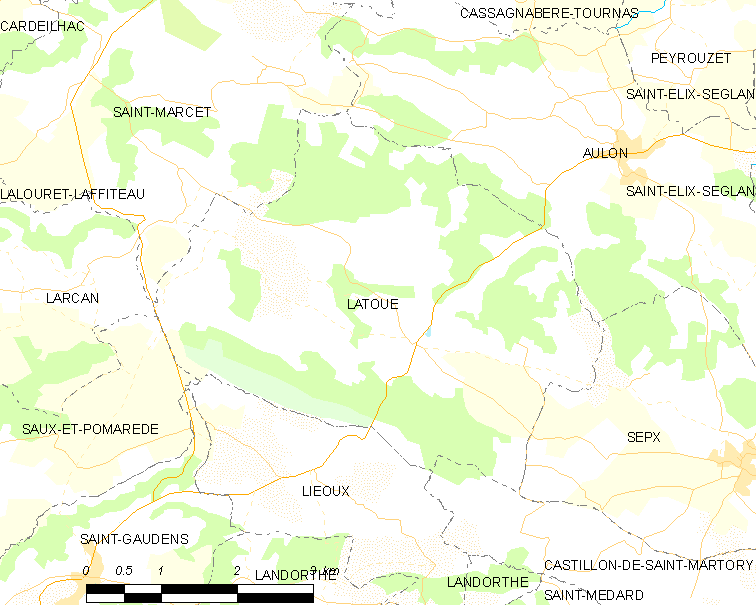
Карта коммуны